# Brezovci (gmina Dornava)
Brezovci – wieś w Słowenii, w gminie Dornava. W 2018 roku liczyła 91 mieszkańców.